# Port Clinton (Ohio)
Pour les articles homonymes, voir Port Clinton.
Port Clinton est une ville de l'État de l'Ohio, aux États-Unis. Elle est le siège du comté d'Ottawa.

## Géographie
Selon les données du Bureau du recensement des États-Unis, Port Clinton a une superficie de 6,0 km2 (soit 2,3 mi2) dont 5,5 km2 (soit 2,1 mi2) en surfaces terrestres et 0,5 km2 (soit 0,2 mi2) en surfaces aquatiques.
La ville est sur la rive sud-ouest du Lac Érié, sur l'isthme formé par la baie de Sandusky.

## Démographie
Port Clinton était peuplée, lors du recensement de 2000, de 6 391 habitants.

## Lieux et monuments
- Liberty Aviation Museum (en).
- Palais de justice du comté d'Ottawa.
- Église catholique de l'Immaculé-Conception.
- Église épiscopale Saint-Thomas.

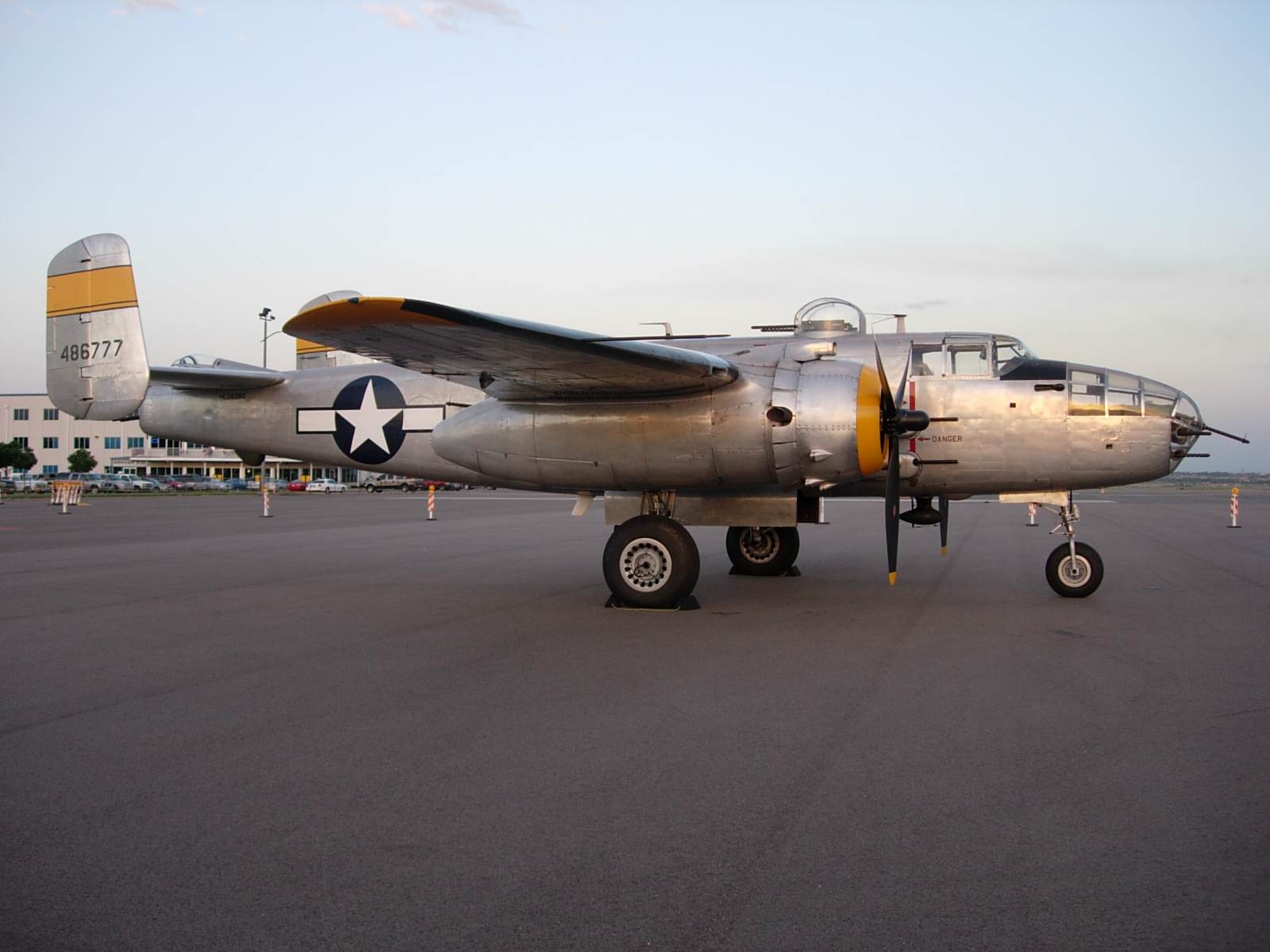
Un North American B-25 Mitchell au Liberty Aviation Museum.
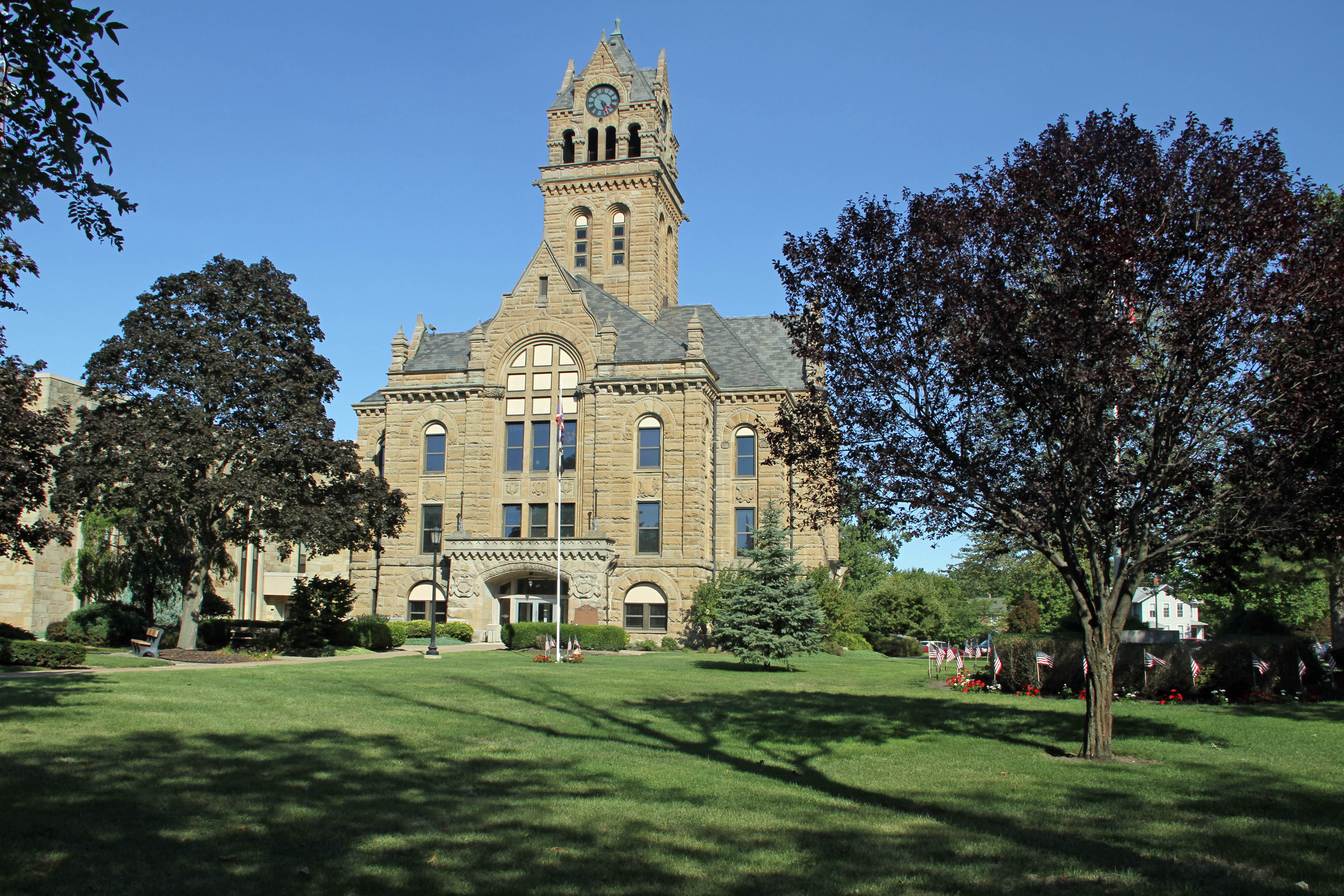
Le palais de justice.
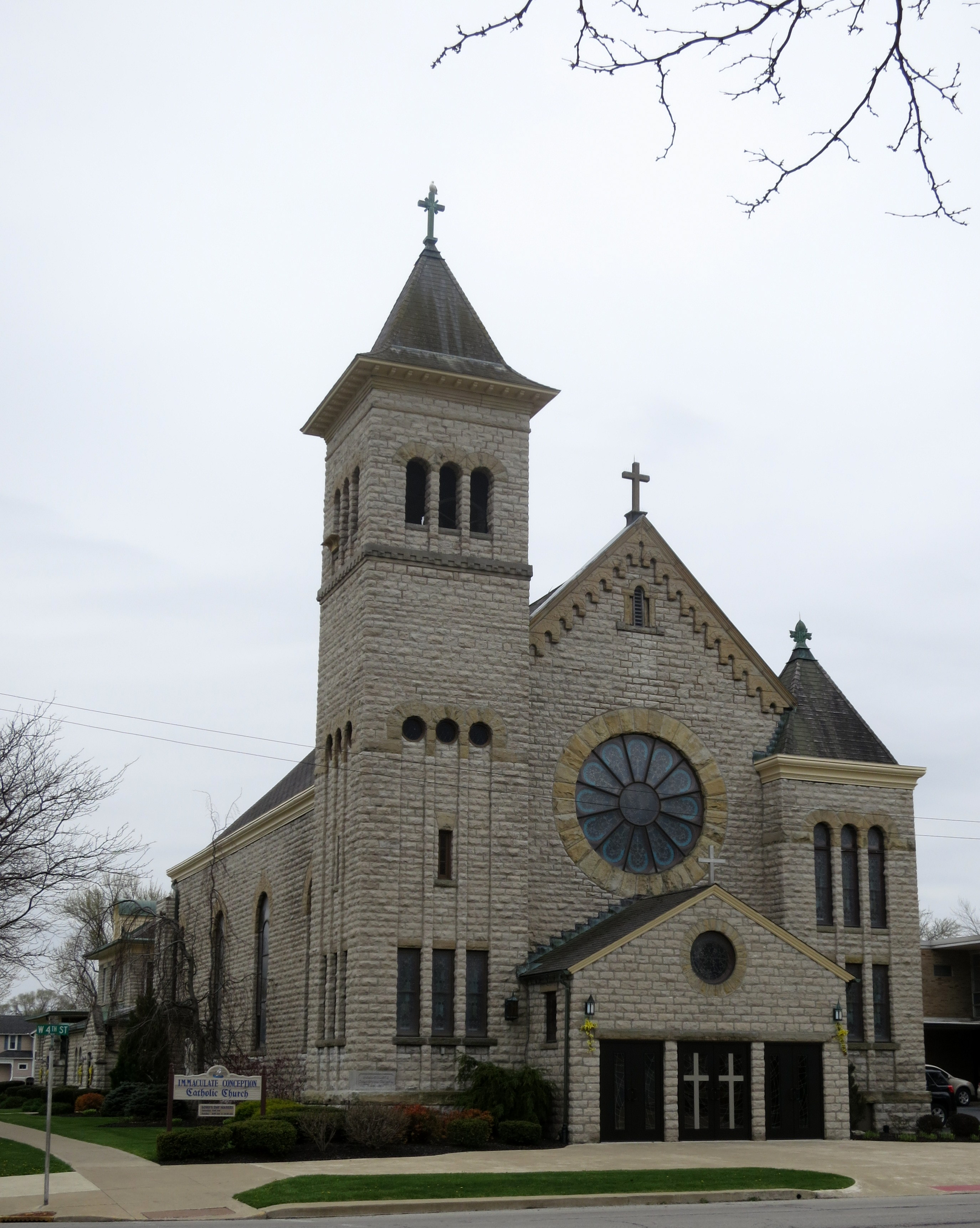
L'église de l'Immaculée-Conception.
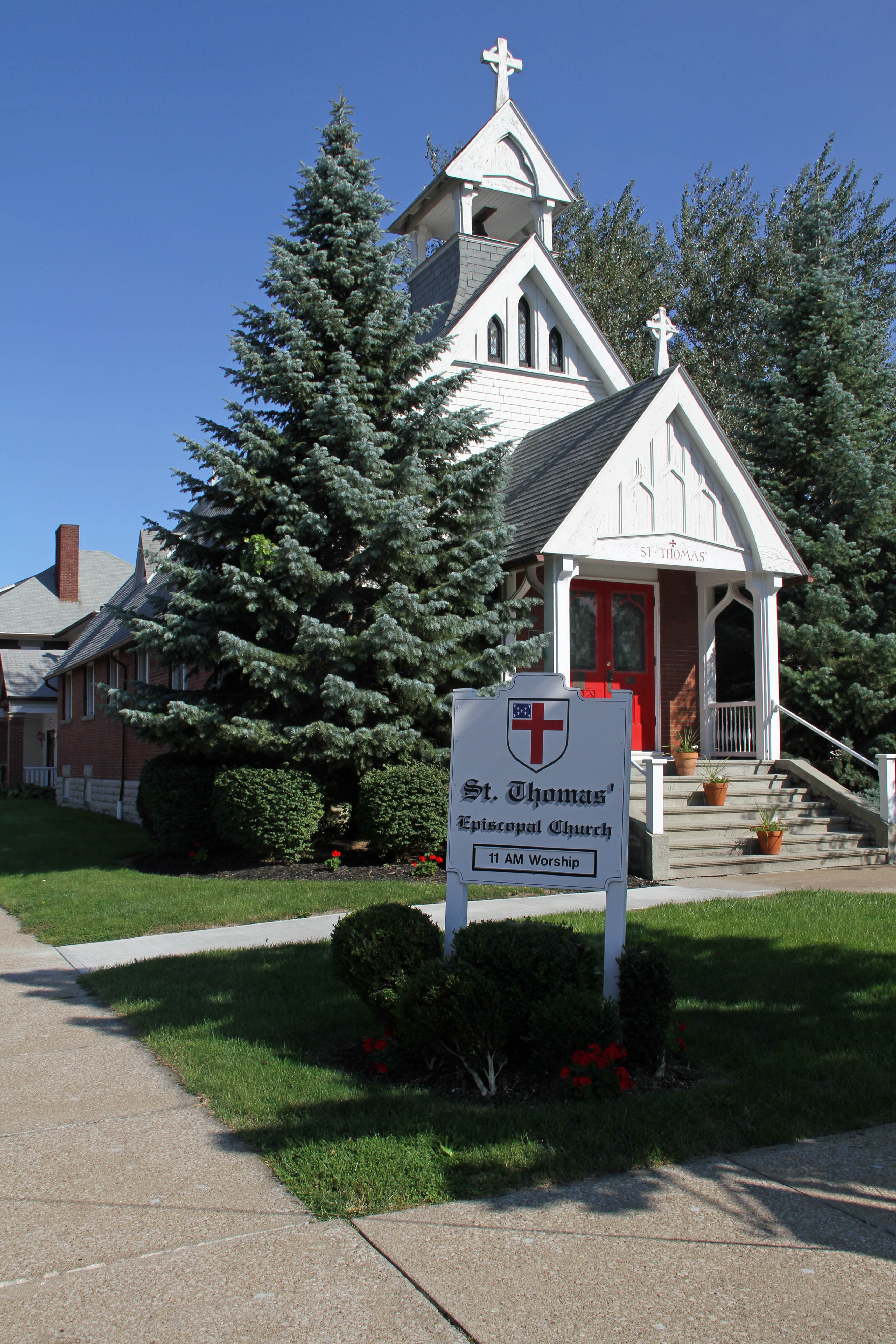
L'église épiscopale Saint-Thomas.